# سنتز حلقه بزرگ روژیکچا
سنتز حلقه بزرگ روژیکچا (انگلیسی: Ruzicka large-ring synthesis) یا واکنش روژیکچا یک واکنش شیمیایی در شیمی آلی است که طی آن یک دی کربوکسیلیک اسید در دمای بالا و در حضور یک کاتالیزور مناسب مانند توریم دی‌اکسید به یک کتون حلقوی تبدیل می‌شود. این واکنش به افتخار کاشف آن لئوپولد روژیکچا نامگذاری شده‌است. وی نخستین بار این واکنش را در سال ۱۹۲۶ معرفی کرد.